# Hellboy (микстейп)
Hellboy (с англ. — «Чертёнок», hell — ад, boy — мальчик) — пятый и последний микстейп американского хип-хоп-исполнителя Lil Peep. Он был выпущен 25 сентября 2016 года, спустя несколько месяцев после подписания контракта с лейблом First Access Entertainment. С микстейпа было выпущено два сингла: «move on, be strong», 5 сентября 2016 и «Girls», 4 января 2017 года. Музыкальное видео в дополнение к синглу было выпущено в тот же день.
Спустя четырнадцать месяцев после выхода микстейпа Billboard посвятил статью покойному рэперу, упомянув «Girls» как одну из семи лучших песен рэпера. В 2019 году Pitchfork включили Hellboy на 193-е место в своём списке «200 лучших альбомов 2010-х».
25 сентября 2020 года менеджмент Lil Peep переиздал Hellboy на цифровых площадках на четвёртую годовщину.А 29 сентября на официальном YouTube канале исполнителя вышел клип на композицию «Hellboy».

## История
30 августа 2016 года Lil Peep объявил в своём аккаунте в Твиттер, что микстейп будет выпущен 25 сентября 2016 года. Изначально микстейп должен был состоять из восьми треков. Семь из них, оставшихся на финальном проекте, два с скорректированными названиями.
На обложке альбома изображён Lil Peep, стоящий и смотрящий на землю, одетый в хоккейную майку Нью-Джерси Девилз. Фотографом выступил Миллер Родригес. В интервью для GQ в 2017 году Lil Peep объяснил, что он читал комиксы Хеллбой и был поклонником персонажа. Hellboy был выпущен на цифровые площадки 25 сентября 2020 года.

## Отзывы
| Оценки критиков | Оценки критиков |
| Источник        | Оценка          |
| --------------- | --------------- |
| Pitchfork       | [ 9 ]           |

В статье The New Yorker о появлении «грустного рэпа», набирающего популярность в 2017 году, «OMFG» был описан как «выдающийся на своём микстейпе [Hellboy]». В 2019 году Pitchfork включили Hellboy на 193 позицию в списке «200 лучших альбомов 2010-х».

## Список треков
Авторство указано на основе источников: Genius, Pandora, Spotify и YouTube Music.
| №                   | Название                                                                      | Автор(ы)                           | Продюсеры               | Длительность |
| ------------------- | ----------------------------------------------------------------------------- | ---------------------------------- | ----------------------- | ------------ |
| 1.                  | «Hellboy»                                                                     | Густав Ар Dylan Mullen Yung Cortex | Smokeasac Cortex [ 13 ] | 2:57         |
| 2.                  | «Drive-By» (при участии Xavier Wulf)                                          | Ар Xavier Beard Braden Morgan      | Nedarb                  | 2:57         |
| 3.                  | «OMFG»                                                                        | Ар Morgan                          | Nedarb                  | 3:17         |
| 4.                  | «The Song They Played (When I Crashed Into The Wall)» (при участии Lil Tracy) | Ар Mullen Джаз Батлер              | Smokeasac               | 2:15         |
| 5.                  | «Fucked Up»                                                                   | Horse Head                         | Christopher Thorne      | 2:36         |
| 6.                  | «Cobain» (при участии Lil Tracy)                                              | Ар Mullen Батлер                   | Smokeasac               | 2:30         |
| 7.                  | «Gucci Mane»                                                                  | Ар Charlie Shuffler                | Shuffler                | 2:18         |
| 8.                  | «Interlude»                                                                   | Ар Charlie Shuffler                | Brobak                  | 3:22         |
| 9.                  | «Worlds Away»                                                                 | Ар Horse Head                      | Thorne                  | 2:07         |
| 10.                 | «Red Drop Shawty» (при участии KirbLaGoop)                                    | Ар KirbLaGoop                      | Shuffler                | 2:45         |
| 11.                 | «Girls» (при участии Horse Head)                                              | Ар Horse Head                      | Dirty Vans              | 4:00         |
| 12.                 | «Nose Ring»                                                                   | Ар                                 | Cian P                  | 2:53         |
| 13.                 | «We Think Too Much»                                                           | Ар Morgan                          | Nedarb                  | 3:18         |
| 14.                 | «The Last Thing I Wanna Do»                                                   | Ар Mullen                          | Smokeasac               | 2:27         |
| 15.                 | «Walk Away As The Door Slams» (при участии Lil Tracy)                         | Ар Батлер                          | Cortex                  | 2:40         |
| 16.                 | «Move On, Be Strong»                                                          | Ар Mullen                          | Ар Mullen Cortex        | 2:01         |
| Общая длительность: | Общая длительность:                                                           | Общая длительность:                | Общая длительность:     | 48:28        |

Комментарии к семплам
- ↑  «Hellboy» содержит элементы песни рок-группы Underoath 2008 года «Too Bright too See, Too Loud to Hear»[14].

## Чарты
| Чарт (2020)                         | Высшая позиция |
| ----------------------------------- | -------------- |
| Австралия (ARIA)                    | 45             |
| Бельгия/Фландрия (Ultratop)         | 60             |
| Бельгия/Валлония (Ultratop)         | 181            |
| Канада (Canadian Albums Chart)      | 71             |
| Нидерланды (Album Top 100)          | 61             |
| Финляндия (Suomen virallinen lista) | 46             |
| Германия (Offizielle Top 100)       | 52             |
| Ирландия (Irish Albums Chart)       | 43             |
| Новая Зеландия (RMNZ)               | 26             |
| Швеция (Sverigetopplistan)          | 58             |
| Швейцария (Schweizer Hitparade)     | 69             |
| Великобритания (UK Albums Chart)    | 37             |
| США (Billboard 200)                 | 52             |